# Aleksandr Dovbnya (cầu thủ bóng đá, sinh 1987)
Aleksandr Vyacheslavovich Dovbnya (tiếng Nga: Александр Вячеславович Довбня; sinh ngày 14 tháng 4 năm 1987) là một thủ môn bóng đá người Nga. Anh thi đấu cho FC SKA-Khabarovsk.

## Sự nghiệp câu lạc bộ

### Thống kê sự nghiệp
Tính đến 8 tháng 12 năm 2017
| Câu lạc bộ                     | Mùa giải            | Giải vô địch        | Giải vô địch | Giải vô địch | Cúp     | Cúp       | Châu lục | Châu lục  | Khác    | Khác      | Tổng cộng | Tổng cộng |
| Câu lạc bộ                     | Mùa giải            | Hạng đấu            | Số trận      | Bàn thắng    | Số trận | Bàn thắng | Số trận  | Bàn thắng | Số trận | Bàn thắng | Số trận   | Bàn thắng |
| ------------------------------ | ------------------- | ------------------- | ------------ | ------------ | ------- | --------- | -------- | --------- | ------- | --------- | --------- | --------- |
| FC Haka                        | 2007                | Veikkausliiga       | 26           | –23          | 0       | 0         | 2        | –7        | –       | –         | 28        | –30       |
| FC Haka                        | 2008                | Veikkausliiga       | 26           | –37          | 2       | –1        | 4        | –8        | –       | –         | 32        | –46       |
| FC Haka                        | Tổng cộng           | Tổng cộng           | 52           | –60          | 2       | –1        | 6        | –15       | 0       | 0         | 60        | –76       |
| FC Sibir Novosibirsk           | 2009                | First Division      | 0            | 0            | 0       | 0         | –        | –         | –       | –         | 0         | 0         |
| F.K. Nizhny Novgorod           | 2010                | First Division      | 0            | 0            | 0       | 0         | –        | –         | –       | –         | 0         | 0         |
| FC Podolye Podolsky district   | 2011–12             | Second Division     | 24           | –35          | 1       | –0        | –        | –         | –       | –         | 25        | –35       |
| F.K. Torpedo Moskva            | 2011–12             | National League     | 3            | –2           | 0       | 0         | –        | –         | –       | –         | 3         | –2        |
| F.K. Torpedo Moskva            | 2012–13             | National League     | 24           | –23          | 1       | –2        | –        | –         | –       | –         | 25        | –24       |
| F.K. Torpedo Moskva            | 2013–14             | National League     | 0            | 0            | 0       | 0         | –        | –         | –       | –         | 0         | 0         |
| F.K. Torpedo Moskva            | Tổng cộng           | Tổng cộng           | 27           | –25          | 1       | –2        | 0        | 0         | 0       | 0         | 28        | –27       |
| F.K. Luch-Energiya Vladivostok | 2013–14             | National League     | 19           | –17          | 5       | –9        | –        | –         | –       | –         | 24        | –26       |
| F.K. Luch-Energiya Vladivostok | 2014–15             | National League     | 15           | –22          | 0       | 0         | –        | –         | –       | –         | 15        | –22       |
| F.K. Luch-Energiya Vladivostok | 2015–16             | National League     | 17           | –21          | 0       | 0         | –        | –         | –       | –         | 17        | –21       |
| F.K. Luch-Energiya Vladivostok | Tổng cộng           | Tổng cộng           | 51           | –60          | 5       | –9        | 0        | 0         | 0       | 0         | 56        | –69       |
| FC SKA-Khabarovsk              | 2016–17             | National League     | 16           | –11          | 3       | –2        | –        | –         | 2       | –0        | 21        | –13       |
| FC SKA-Khabarovsk              | 2017–18             | Premier League      | 18           | –32          | 0       | 0         | –        | –         | –       | –         | 18        | –32       |
| FC SKA-Khabarovsk              | Tổng cộng           | Tổng cộng           | 34           | –43          | 3       | –2        | 0        | 0         | 2       | –0        | 39        | –45       |
| Tổng cộng sự nghiệp            | Tổng cộng sự nghiệp | Tổng cộng sự nghiệp | 188          | –223         | 12      | –14       | 6        | –15       | 2       | –0        | 208       | –252      |